# Fabrisabella
Fabrisabella är ett släkte av ringmaskar. Fabrisabella ingår i familjen Sabellidae.
Kladogram enligt Catalogue of Life:
| Fabrisabella | \| \| Fabrisabella similis \| \| \| \| \| \| Fabrisabella vasculosa \| \| \| \| |
|              | \| \| Fabrisabella similis \| \| \| \| \| \| Fabrisabella vasculosa \| \| \| \| |
|              | Fabrisabella similis                                                            |
|              |                                                                                 |
|              | Fabrisabella vasculosa                                                          |
|              |                                                                                 |